# 普雷斯頓 (堪薩斯州)
普雷斯頓（英語：Preston）是一個位於美國堪薩斯州普拉特縣的城市。

## 地方資料
根據2020年美國人口普查的數據，普雷斯頓的面積為1.13平方千米，當中陸地面積為1.13平方千米，而水域面積為0.00平方千米。當地共有人口115人，而人口密度為每平方千米101.77人。